# Mictochroa
Mictochroa is een geslacht van vlinders van de familie Uilen (Noctuidae), uit de onderfamilie Acontiinae.

## Soorten
- M. albirena Druce, 1909
- M. ambigua Schaus, 1911
- M. angularis Schaus, 1904
- M. caterva Schaus, 1904
- M. caulea Schaus, 1929
- M. costiplaga Jones, 1914
- M. dolens Schaus, 1911
- M. farona Schaus, 1904
- M. fasciata Jones, 1914
- M. harmonica Druce, 1909
- M. indigna Dyar, 1927
- M. octosema Dognin, 1914
- M. pallidula Jones, 1921
- M. parigana Schaus, 1904
- M. paulata Jones, 1921

- M. pyrostrota Dognin, 1914
- M. rectilinea Jones, 1914
- M. renata Jones, 1914
- M. rhodostrota Dognin, 1914
- M. selinitis Dyar, 1912
- M. thermoptera Druce, 1909
- M. triangularis Schaus, 1904
- M. zonella Druce, 1889